# Marjorie Frantz
Pour les articles homonymes, voir Frantz.
Marjorie Frantz est une actrice et directrice artistique française.
Très active dans le doublage, elle est notamment la voix française régulière de Hilary Swank, Mila Kunis et Toni Collette, ainsi qu'une voix récurrente de Cameron Diaz, Catherine Zeta-Jones, Ashley Judd et Carla Gugino, mais aussi une des voix d'Angelina Jolie, Molly Price, Victoria Pratt, Natasha Henstridge, Gina Carano et Kerry Washington.

## Biographie
Marjorie Frantz commence le doublage après avoir été repérée par les directeurs artistiques Isabelle Brannens et Hervé Icovic. Elle double alors Julia Roberts dans le film Prêt-à-porter en 1994.
Elle est la fille de l'acteur Jacques Frantz (1947-2021), qui fut entre autres la voix française de Robert De Niro et Mel Gibson.

## Théâtre
- Les Caprices de Marianne mise en scène d'Anne Saint-Mor
- Arlington Park mise en scène de Danièle Douet (théâtre 13)
- Le Médecin malgré lui mise en scène de Christophe Correia
- Compartiment fumeuses de Joëlle Fossier
- No Woman's Land d'Élisabeth Wiener, Théâtre de Paris
- 2005 : La Folle Aventure d'Alexis Victor, mise en scène par Mickael Vander Meiren, théâtre 13, théâtre du Lucernaire, théâtre du Balcon (fest Avignon off)
- 2007 : Les riches reprennent confiance de Louis-Charles Sirjacq, mise en scène par Étienne Bierry, théâtre de Poche Montparnasse
- 2023 : Merteuil d'elle-même, mise en scène par Salomé Villiers, théâtre du Lucernaire

## Doublage

### Cinéma

#### Films
- Hilary Swank dans (15 films) :
  - L'Affaire du collier (2001) : Jeanne St. Remy de Valois
  - Insomnia (2002) : l'inspecteur Ellie Burr
  - 11:14 (2003) : Buzzy
  - Million Dollar Baby (2004) : Maggie Fitzgerald
  - Le Dahlia noir (2006) : Madeleine Linscott
  - P.S. I Love You (2007) : Holly Kennedy
  - Les Châtiments (2007) : Katherine Winter
  - Conviction (2010) : Betty Anne Waters
  - La Locataire (2011) : Juliet Devereau
  - Happy New Year (2011) : Claire Morgan
  - The Homesman (2014) : Mary Bee Cuddy
  - 55 Steps (2017) : Colette Hugues
  - What They Had (en) (2018) : Bridget Ertz
  - I Am Mother (2019) : Femme
  - Fatale (2020) : le détective Valerie Quinlan
- Toni Collette dans (14 films) :
  - Pour un garçon (2002) : Fiona
  - In Her Shoes (2005) : Rose Feller
  - Fright Night (2011) : Jane Brewster
  - Hitchcock (2013) : Peggy Robertson, l'assistante de Hitchcock
  - Tammy (2014) : Missi
  - Madame (2017) : Anne Fredericks
  - Hérédité (2018) : Annie Graham
  - Velvet Buzzsaw (2019) : Gretchen
  - À couteaux tirés (2019) : Joni Thrombey
  - Je veux juste en finir (2020) : la mère de Jake
  - Dream Horse (2021) : Janette « Jan » Vokes
  - Nightmare Alley (2021) : Zeena Krumblein
  - Juré n° 2 (2024) : Faith Killebrew
  - Mickey 17 (2025) : Ylfa
- Mila Kunis dans (13 films) :
  - Max Payne (2008) : Mona Sax
  - Crazy Night (2010) : Whippit
  - Black Swan (2010) : Lily
  - Sexe entre amis (2011) : Jamie
  - Ted (2012) : Lori Collins
  - Le Monde fantastique d'Oz (2013) : Theodora
  - Jupiter : Le Destin de l'univers (2014) : Jupiter Jones
  - Annie (2014) : Andrea Alvin
  - Bad Moms (2016) : Amy Mitchell
  - Bad Moms 2 (2017) : Amy Mitchell
  - L'Espion qui m'a larguée (2018) : Audrey Stockton
  - Four Good Days (2020) : Molly
  - Breaking News in Yuba County (2021) : Nancy
- Cameron Diaz dans (11 films) :
  - Petits mensonges entre frères (1996) : Heather Davis
  - Une vie moins ordinaire (1997) : Celine Naville
  - L'Enfer du dimanche (1999) : Christina Pagniacci
  - Dans la peau de John Malkovich (1999) : Lotte Schwartz
  - Charlie et ses drôles de dames (2000) : Natalie Cook
  - Gangs of New York (2002) : Jenny Everdeane
  - Allumeuses ! (2002) : Christina Walters
  - Charlie's Angels : Les Anges se déchaînent ! (2003) : Natalie Cook
  - The Holiday (2006) : Amanda Wood
  - Ma vie pour la tienne (2009) : Sara Fitzgerald
  - Cartel (2013) : Malkina
- Catherine Zeta-Jones dans (8 films) :
  - Blue Juice (en) (1995) : Chloe
  - Traffic (2000) : Helena Ayala
  - Chicago (2002) : Velma Kelly
  - Le Terminal (2004) : Amelia Warren
  - Le Goût de la vie (2007) : Kate
  - Effets secondaires (2013) : Dr Victoria Siebert
  - Red 2 (2013) : Miranda Wood
  - Dad's Army (2016) : Rose Winters
- Kerry Washington dans (6 films) :
  - She Hate Me (2004) : Fatima Goodrich
  - Les Couleurs du destin (2010) : Kelly / Blue
  - The Prom (2020) : Mme Greene
  - L'École du bien et du mal (2022) : Pr Clarissa Dovey
  - Messagères de guerre (2024) : Charity Adams Earley
  - Shadow Force (2025) : Kyrah Owens
- Connie Nielsen dans (5 films) :
  - Mission to Mars (2000) : Terri Fisher
  - Wonder Woman (2017) : la reine Hippolyte
  - Justice League (2017) : la reine Hippolyte
  - Wonder Woman 1984 (2020) : la reine Hippolyte
  - Zack Snyder's Justice League (2021) : la reine Hippolyte
- Louise Lombard dans (5 films) :
  - After : Chapitre 2 (2020) : Trish Daniels
  - After : Chapitre 3 (2021) : Trish Daniels
  - After : Chapitre 4 (2022) : Trish Daniels
  - Oppenheimer (2023) : Ruth Sherman Tolman (en)
  - After : Chapitre 5 (2023) : Trish Daniels
- Natasha Henstridge dans (4 films) :
  - La Mutante (1995) : Sil / Eve
  - Risque maximum (1996) : Alex Minetti
  - La Mutante 2 (1998) : Sil / Eve
  - Riders (2002) : Karen
- Michelle Monaghan dans (4 films) :
  - L'Affaire Josey Aimes (2006) : Sherry
  - Gone Baby Gone (2007) : Angie Gennaro
  - Every Breath You Take (2021) : Grace Watson
  - The Family Plan (2023) : Jessica Morgan
- Gina Carano dans (4 films) :
  - Piégée (2012) : Mallory Kane
  - Fast and Furious 6 (2013) : Riley
  - Bus 657 (2015) : l'officier Krizia « Kris » Bajos
  - Extraction (2015) : Victoria
- Angelina Jolie dans :
  - La Carte du cœur (1998) : Joan
  - Péché originel (2000) : Julia
  - La Légende de Beowulf (2007) : la mère de Grendel
- Clea DuVall dans :
  - The Faculty (1999) : Stokely « Stokes » Mitchell
  - Big Party (1999) : Jana
  - Elle est trop bien (1999) : Misty
- Ashley Judd dans :
  - Instincts meurtriers (2004) : Jessica Shepard
  - La Chute de la Maison-Blanche (2013) : la première dame Margaret Asher
  - Barry (2016) : Ann Dunham
- Tammy Blanchard dans : 
  - Tallulah (2016) : Carolyn Ford
  - L'Extraordinaire Mr. Rogers (2019) : Lorraine, sœur de Lloyd et femme de Todd
  - Rifkin's Festival (2020) : Doris, la sœur de Mort
- Dina Meyer dans : 
  - Starship Troopers (1998) : Dizzy Flores
  - La Nuit des chauves-souris (1999) : Dr Sheila Casper
- Bridgette Wilson-Sampras dans : 
  - Souviens-toi... l'été dernier (1998) : Elsa Shivers
  - La Maison de l'horreur (1999) : Melissa Margaret Marr
- Sidse Babett Knudsen dans : 
  - Inferno (2016) : Dr Elizabeth Sinskey
  - Ehrengarde ou l'Art de la séduction (en) (2023) : la Grande Duchesse
- 1994 : Prêt-à-porter : Anne Eisenhower (Julia Roberts)
- 1995 : Clueless : Amber (Elisa Donovan)
- 1995 : Leaving Las Vegas : Terri (Valeria Golino)
- 1996 : La Rançon : Maris Conner (Lili Taylor)
- 1996 : Trainspotting : Lizzy (Pauline Lynch)
- 1996 : Le Fantôme du Bengale : Diana Palmer (Kristy Swanson)
- 1996 : Mes doubles, ma femme et moi : Robin (Julie Bowen)
- 1996 : Les Hommes de l'ombre : Allison Pond (Jennifer Connelly)
- 1997 : Excess Baggage de Marco Brambilla : Emily Hope (Alicia Silverstone)
- 1997 : Le Cinquième Élément : l'hôtesse d'enregistrement (Sophia Goth) / l'assistante de la diva (Gin Clarke)
- 1998 : Scream 2 : Maureen Evans (Jada Pinkett Smith)
- 1998 : Un cadavre sur le campus : Rachel Gilmore (Poppy Montgomery)
- 1998 : Kull le Conquérant : Zareta (Karina Lombard)
- 1998 : Loin du paradis : Kerrie (Vera Farmiga)
- 1998 : Le Masque de Zorro : une fille indienne (Vanessa Bauche)
- 1999 : À nous quatre : Chessy (Lisa Ann Walter)
- 2000 : Accords et Désaccords : Gracie (Kaili Vernoff)
- 2001 : Anatomie : Gretchen (Anna Loos)
- 2001 : Opération Espadon : Melissa (Drea de Matteo)
- 2001 : Le Retour de la momie : Meela Nais / Anck Su Namun (Patricia Velásquez)
- 2002 : Hollywood Ending : Sharon Bates (Tiffani-Amber Thiessen)
- 2002 : Le Règne du feu : Alex Jensen (Izabella Scorupco)
- 2002 : Adaptation : Amelia Kavan (Cara Seymour)
- 2003 : Les Looney Tunes passent à l'action : Kate Houghton (Jenna Elfman)
- 2004 : Rendez-vous avec une star : Angelica (Kathryn Hahn)
- 2004 : Memories : Anna (Piper Perabo)
- 2005 : King Kong : une actrice de la pièce "Cry Havoc" (Luanne Gordon)
- 2005 : Quatre filles et un jean : Tibby Tomko-Rollins (Amber Tamblyn)
- 2006 : Æon Flux : Sithandra (Sophie Okonedo)
- 2006 : Dérapage : Deanna Schine (Melissa George)
- 2006 : Conversation(s) avec une femme : la femme (Helena Bonham Carter)
- 2007 : The Mist : Mme Carmody (Marcia Gay Harden)
- 2007 : Boulevard de la mort : Abernathy (Rosario Dawson)
- 2007 : Erik Nietzsche, mes années de jeunesse : Malene Sønder (Patricia Schumann[n 1])
- 2007 : Bande de sauvages : Karen Davis (Tichina Arnold)
- 2008 : Un Anglais à New York : Sophie Maes (Megan Fox)
- 2008 : Un jour, peut-être : Summer Hartley (Rachel Weisz)
- 2009 : La Montagne ensorcelée (Race to Witch Mountain) : Dr Alex Friedman (Carla Gugino)
- 2009 : Tetro : Miranda (Maribel Verdú)
- 2009 : Clones : agent Peters (Radha Mitchell)
- 2009 : Millénium 2 : La Fille qui rêvait d'un bidon d'essence et d'une allumette : Miriam Wu (Yasmine Garbi)
- 2010 : Predators : Isabelle (Alice Braga)
- 2010 : Wall Street : L'argent ne dort jamais : Audrey (Vanessa Ferlito)
- 2010 : Le Choc des Titans : Marmara (Elizabeth McGovern)
- 2010 : Red : Sarah Ross (Mary-Louise Parker)
- 2010 : Welcome to the Rileys : Vivian (Elsa Davis)
- 2010 : Love, et autres drogues : Gina (Kate Jennings Grant)
- 2011 : La Maison des ombres : Florence Kathcart (Rebecca Hall)
- 2012 : LOL USA : Kathy (Gina Gershon)
- 2012 : The Secret : Tracy (Samantha Ferris)
- 2013 : Zero Dark Thirty : Jessica (Jennifer Ehle)
- 2013 : Mariage à l'anglaise : Naomi (Minnie Driver)
- 2013 : Wolverine : Le Combat de l'immortel : Dr. Green / La Vipère (Svetlana Khodtchenkova)
- 2013 : Couples : la femme du couple no 5 (Katja Riemann[n 2]) (court métrage)
- 2015 : Dark Places : Diondra Wertzner, adulte (Andrea Roth)
- 2015 : Hunger Games : La Révolte, partie 2 : le lieutenant Jackson (Michelle Forbes)
- 2015 : Bone Tomahawk : Mme Porter (Sean Young)
- 2017 : Les Bums de plage : voix additionnelles
- 2018 : Doris : Doris Dorenbos (Tjitske Reidinga)
- 2020 : The Empty Man : Nora Quail (Marin Ireland)
- 2021 : Plus on est de fous : l'hôtesse (Ana Milán)
- 2022 : Hellraiser : Pinhead (Jamie Clayton)
- 2023 : Evil Dead Rise : Ellie (Alyssa Sutherland)
- 2023 : Noël à Candy Cane Lane : Cordelia (Robin Thede (en))
- 2024 : Trouble : Helena (Eva Melander)

#### Films d'animation
- 2005 : Chicken Little : Foxy
- 2006 : Bambi 2 : Mina
- 2017 : Mary et la Fleur de la sorcière : Madame Mumbletchuk
- 2019 : Wonder Woman: Bloodlines : Hippolyte

### Télévision

#### Téléfilms
- Victoria Pratt dans :
  - Meurtre au Présidio (2006) : le caporal Tara Jeffries
  - Voyage au centre de la Terre (2009) : Martha Denison
  - Un amour ne meurt jamais (2012) : Anne Marie
  - Ma fille est innocente ! (2017) : Lisa Mitchell
- Sophie Gendron dans :
  - Une vie brisée (2008) : Ellie / Elle
  - Secrets inavouables (2009) : Dominique
  - Dévorée par l'ambition (2013) : Gena Ferris
- Kate Drummond (en) dans :
  - La Nuit où ma fille a disparu... (2019) : Claire Porter
  - Élève modèle, mensonges mortels (2020) : Amanda Fletcher
- 2006 : Tsunami : Les Jours d'après : Kathy Graham (Toni Collette)
- 2007 : Le Jeu de la vérité : Carson (Caroline) O'Conner (Elisa Donovan)
- 2012 : Carta a Eva (es) : Valia (Marina Gatell (es))
- 2013 : Mary et Martha : Deux mères courage : Mary (Hilary Swank)
- 2013 : Ma sœur, mon pire cauchemar : Cassidy Ryder (Natasha Henstridge)
- 2018 : Cher journal, aujourd'hui je vais être tuée : l'agent Paula Diaz (Catherine Lazo)
- 2019 : Père Noël incognito : Perry (Catherine Lough Haggquist)
- 2021 : Scandales et privilèges : Lisa (Ona Grauer)
- 2023 : Meurtre au bout du fil : l'inspectrice Munger (Dawn Lambing)

#### Séries télévisées
- Molly Price dans (12 séries) :
  - New York 911 (2000) : Faith Yokas (1re voix - saison 1)
  - Studio 60 (2007) : Nona Pruitt (épisode 14)
  - Mentalist (2009) : Felicia Guthrie (saison 2, épisode 4)
  - Nip/Tuck (2010) : Dahlia Mark (saison 6, épisode 17)
  - Person of Interest (2011) : Elizabeth Whitaker (saison 1, épisode 2)
  - Blue Bloods (2012) : Hollie Rivano (saison 2, épisode 12)
  - Happyish (2015) : Bella (6 épisodes)
  - Blacklist (2016) : Mariana Vaccaro (saison 3, épisode 13)
  - Madam Secretary (2016) : Mimi Jacobs (saison 2, épisode 16)
  - Bloodline (2017) : Mia (saison 3, épisodes 5 à 7)
  - And Just Like That... (2021) : Susan Sharon (saison 1, épisode 2)
  - Elsbeth (depuis 2024) : le lieutenant Donnelly
- Carla Gugino dans (8 séries) :
  - Californication (2011) : Abby Rhodes (saison 4)
  - Justified (2012) : A. D. Karen Goodall (saison 3, épisode 2)
  - New Girl (2014) : Emma (saison 3)
  - The Brink (2015) : Joanne Larson (3 épisodes)
  - Jett (en) (2019) : Daisy « Jett » Kowalski (9 épisodes)
  - The Haunting of Bly Manor (2020) : la narratrice / Jamie âgée (voix, 9 épisodes)
  - Leopard Skin (2022) : Alba Fontana
  - La Chute de la maison Usher (2023) : Verna (mini-série)
- Monique Gabriela Curnen dans (7 séries) :
  - Lie to Me (2010-2011) : l'agent Sharon Wallowski (8 épisodes)
  - Mentalist (2012) : Tamsin Wade (saison 5, épisodes 9 et 10)
  - Revenge (2014) : l'inspecteur Reyes (saison 3, épisode 22)
  - Person of Interest (2014) : le capitaine Moreno (saison 4, épisode 3)
  - Elementary (2015-2016) : l'inspecteur Gina Cortes (saison 4, épisodes 4 et 11)
  - Taken (2017) : Becca Vlasik (saison 1)
  - Lincoln : À la poursuite du Bone Collector (2020) : Linda Vaughn (épisode 7)
- Louise Lombard dans (6 séries) :
  - Les Experts (2004-2011) : Sofia Curtis (52 épisodes)
  - NCIS : Enquêtes spéciales (2009) : l'agent spécial Lara Macy (saison 6, épisodes 22 et 23)
  - Stargate Universe (2010) : Gloria Rush (4 épisodes)
  - Perception (2014) : Josephine Carswell (saison 3, épisode 7)
  - Grimm (2014) : Elizabeth Lascelles (saison 4)
  - L'Arme fatale (2018-2019) : Gillian (saison 3, épisodes 9 et 13)
- Kristen Johnston dans (5 séries) :
  - Troisième planète après le Soleil (1996-2001) : Sally Solomon (139 épisodes)
  - Ugly Betty (2009-2010) : Helen (saison 4)
  - Modern Family (2014) : Brenda (saison 6, épisode 9)
  - Our Flag Means Death (2022) : la veuve Evelyn Higgins (saison 1, épisodes 9 et 10)
  - The Righteous Gemstones (depuis 2023) : May-May Montgomery
- Paula Malcomson dans (5 séries) :
  - Deadwood (2004-2006) : Trixie (36 épisodes)
  - John from Cincinnati (2007) : Jerri (5 épisodes)
  - Esprits criminels (2007) : Beth Jacobs (saison 3, épisode 5)
  - Caprica (2010) : Amanda Graystone (18 épisodes)
  - Sons of Anarchy (2010) : Maureen Ashby (saison 3)
- Eve Best dans (5 séries) :
  - Nurse Jackie (2009-2015) : Dr Eleanor O'Hara (51 épisodes)
  - The Honourable Woman (2014) : Monica Chatwin (mini-série)
  - Lucky Man (2016-2017) : Anna Clayton (20 épisodes)
  - Destin : La Saga Winx (2021-2022) : la directrice Farah Dowling (7 épisodes)
  - House of the Dragon (depuis 2022) : la princesse Rhaenys Targaryen
- Toni Collette dans (4 séries) :
  - United States of Tara (2009-2011) : Tara Gregson (36 épisodes)
  - Devil's Playground (en) (2014) : Margaret Wallace (mini-série)
  - Unbelievable (2019) : Grace Rasmusen (mini-série)
  - The Staircase (2022) : Kathleen Peterson (mini-série)
- Sidse Babett Knudsen dans (4 séries) :
  - Borgen, une femme au pouvoir (2010-2013 / 2022) : Birgitte Nyborg Christensen[n 3] (38 épisodes)
  - Westworld (2016) : Theresa Cullen (saison 1)
  - Philip K. Dick's Electric Dreams (2017) : Jill (épisode 4)
  - Prime Target (en) (2025) : Pr Andrea Lavin
- Kerry Washington dans (4 séries) :
  - Scandal (2012-2018) : Olivia Pope (en) (124 épisodes)
  - Murder (2018) : Olivia Pope (saison 4, épisodes 12 et 13)
  - Little Fires Everywhere (2020) : Mia Warren (mini-série)
  - Unprisoned (en) (2023) : Paige Alexander
- Victoria Pratt dans :
  - Day Break (2006) : l'inspecteur Andrea Battle (13 épisodes)
  - Ghost Whisperer (2007) : le professeur Claudia Pollili (saison 3, épisode 6)
  - Life (2008) : Diane Graham (saison 2, épisode 9)
- Ashley Judd dans :
  - Missing : Au cœur du complot (2012) : Rebecca « Becca » Winstone (12 épisodes)
  - Twin Peaks (2017) : Beverly Paige (saison 3)
  - Berlin Station (2017-2019) : BB Yates (15 épisodes)
- Alison Wright dans :
  - The Americans (2013-2017) : Martha Hanson (47 épisodes)
  - Physical (2022) : Luanne (saison 2, épisode 9)
  - The Madness (2024) : Julia Jayne (mini-série)
- Hilary Swank dans :
  - Trust (2018) : Gail Getty (8 épisodes)
  - Away (2020) : Emma Green (10 épisodes)
  - Alaska Daily (2022-2023) : Eileen Fitzgerald (11 épisodes)
- Drea de Matteo dans :
  - Desperate Housewives (2010) : Angie Bolen (saison 6)
  - New York, unité spéciale (2011) : Sandra Roberts (saison 12, épisode 11)
- Yvonna Kopacz Wright dans :
  - Blue Bloods (2010) : Ava Hotchkiss (saison 1)
  - New York, unité spéciale (2014-2016) : Dr Darby Wilder (1re voix, saisons 16-18)
- Jodi Harris dans :
  - Aquarius (2015-2016) : Opal (13 épisodes)
  - Jane the Virgin (2019) : Mme Everette (saison 5)
- Miriama Smith (en) dans :
  - Dr Harrow (2021) : Renae Washington (saison 3)
  - Les Survivants (2025) : Pendlebury (mini-série)
- Anna Gunn dans :
  - Physical (2022-2023) : Marika (3 épisodes)
  - Sugar (2024) : Margit
- Cory est dans la place : Samantha Samuels (Lisa Arch)
- Terminator : Les Chroniques de Sarah Connor : Sarah Connor (Lena Headey)
- Felicity : Elena Tyler (Tangi Miller) (1re voix)
- Nick Cutter et les Portes du temps : Helen Cutter (Juliet Aubrey)
- 2005 : Desperate Housewives : l'inspecteur Schroeder (Nicki Micheaux) (saison 2, épisode 5)
- 2005 : The L Word : Ivan (Kelly Lynch)
- 2005-2010 : Dr House : Susan (Missy Crider) (saison 1, épisode 17), Nicole (Samantha Quan) (saison 5, épisode 4) et Valerie (Beau Garrett) (saison 6, épisode 12)
- 2006-2009 : En quête de preuves : Lisa Sturm (Mariella Ahrens)
- 2007 : Ghost Whisperer : Lisa Bristow (Marguerite Moreau) (saison 2, épisode 12)
- 2008 : True Blood : Dawn Green (Lynn Collins)
- 2009 : Southland : DA Deborah Janowitz (Lori Alan) (3 épisodes)
- 2009 : Lie to Me : Sheila Lake (Alicia Lagano) (saison 1, épisode 2)
- 2010 : Saving Grace : Maura Darrell (Clea DuVall) (saison 3, épisode 9)
- 2010 : Human Target : La Cible : Vivian Cox (Garcelle Beauvais)
- 2010-2012 : DCI Banks : DS Winsome Jackman (Lorraine Burroughs)
- 2011 : Mildred Pierce : Mildred Pierce (Kate Winslet) (mini-série)
- 2011 : Charlie's Angels : Samantha Masters (Erica Durance)
- 2012 : Touch : Sheri Strapling (Roxana Brusso) (9 épisodes)
- 2014 : Fleming : L'Homme qui voulait être James Bond : le lieutenant Monday (Anna Chancellor) (mini-série)
- 2014-2016 : The Musketeers : Milady de Winter (Maimie McCoy) (19 épisodes)
- 2015 : Penny Dreadful : Claire Ives (Anna Chancellor)  (saison 1, épisode 5)
- 2015-2016 : House of Cards : Cynthia Driscoll (Eisa Davis (en)) (8 épisodes)
- 2015-2017 : Sense8 : Nomi Marks (Jamie Clayton) (12 épisodes)
- 2015-2017 : Jordskott, la forêt des disparus : Klara (Marta Oldenburg)
- 2016 : Quantico : Amanda (Janaya Stephens) (saison 1)
- 2016-2017 : MacGyver : Patricia Thornton (Sandrine Holt) (saison 1)
- 2017 : American Gods : Audrey (Betty Gilpin) (saison 1, épisodes 1 et 4)
- 2018 : Black Earth Rising (en) : Alice Munezero (Noma Dumezweni) (mini-série)
- 2018-2019 : Chicago Med : Maia Frisch (Emma Duncan) (5 épisodes)
- 2019 : Provent Innocent : Susan Alders (Elaine Hendrix)
- 2019-2020 : Emergence : Helen / Loretta (Rowena King) (6 épisodes)
- 2019-2022 : Gentleman Jack : Anne Lister (Suranne Jones) (16 épisodes)
- 2020 : Good Girls : Gayle Meyer (Ione Skye) (saison 3)
- 2020-2021 : Servant : May Markhem (Alison Elliott)
- 2021 : You : Dr Chandra (Ayelet Zurer) (saison 3, épisodes 2 et 5)
- 2021 : On the Verge : Anne (Elisabeth Shue)
- 2022 : The Watcher : ? (?) (mini-série)
- 2022 : Shining Girls (en) : Rachel (Amy Brenneman)
- 2022 : Chucky : Gina Gershon (Gina Gershon) (saison 2, épisode 4)
- 2022-2023 : Trésors perdus : Le Secret de Moctezuma : Billie Pearce (Catherine Zeta-Jones)
- 2022-2024 : L'Impératrice : la princesse Ludovica de Bavière (Jördis Triebel)
- 2023 : Extrapolations : Martha Russell (Diane Lane) (saison 1, épisodes 4 et 8)
- 2023 : Chère Petite (de) : l'infirmière Ruth (Birge Schade) (mini-série)
- 2023 : Barracuda Queens (sv) : Margareta Millkvist (Izabella Scorupco)
- 2023 : Le Continental : D'après l'Univers de John Wick : Mme Davenport (Claire Cooper (en)) (mini-série)
- 2023 : So Help Me Todd (en) : Veronica Caron (Eliza Coupe) (saison 1, épisodes 10 et 15)
- 2023 : The Woman in the Wall (en) : Sœur Eileen (Frances Tomelty (en))
- 2024 : Le Régime : Judith Holt (Martha Plimpton) (mini-série)
- 2024 : Maxton Hall - Le monde qui nous sépare : ? (?)
- 2024 : Geek Girl : Jude Paignton (Sarah Parish)
- 2024 : Under the Bridge : Tarsem Masihajjar (Nimet Kanji) (mini-série)
- 2024 : Invisible (es) : la principale (María Morales (simple)) (mini-série)
- 2024 : A Gentleman in Moscow : Freya Campbell (Camilla Beeput) (mini-série)
- 2025 : Fubar : Greta Nelso (Carrie-Anne Moss)
- 2025 : Paradis City : Ylva (Jessica Liedberg (sv))

#### Séries d'animation
- 1997-2002 : Daria : Daria Morgendorffer
- 2001 : La Légende de Tarzan : Reine La
- 2021 : Star Wars: The Bad Batch : Eleni Syndulla (saison 1, épisodes 11 et 12)
- 2023 : Kung Fu Panda : Le Chevalier Dragon : la reine Zuma
- 2023 : Make My Day (en) : Dr Hadson
- 2024 : Wakfu : la cheffe Nécrome (saison 4)
- 2024 : Transformers: EarthSpark : Spitfire[2]

### Jeux vidéo
- 2005 : Chicken Little : Foxy
- 2009 : Wet : Rubi Malone
- 2009 : Assassin's Creed II : voix additionnelles[n 4]
- 2012 : Guild Wars 2 : Eir Stegalkin
- 2019 : Rage 2 : Walker

### Direction artistique

#### Films
- 2017 : Mad Families (en)
- 2020 : Eurovision Song Contest: The Story of Fire Saga (avec François Dunoyer)
- 2020 : Le Blues de Ma Rainey
- 2021 : Nous étions des chansons
- 2022 : Eaux profondes
- 2022 : Coup de théâtre
- 2022 : Les Banshees d'Inisherin
- 2022 : Alice : De l'esclavage à la liberté

#### Téléfilms
- 2016 : Dans les griffes de Charles Manson[n 4]
- 2016 : Une demande en mariage pour Noël
- 2017 : Un Noël traditionnel[n 4]
- 2018 : Ma cible pour Noël[n 4]
- 2019 : Quand ma fille dérape...[n 4]
- 2019 : Noël sous un ciel étoilé[n 4]
- 2019 : Ma fille, disparue après une soirée étudiante[n 4]
- 2019 : Noël sous un ciel étoilé[n 4]
- 2019 : Inavouable tentation[n 4]
- 2019 : Tout n'est qu'illusion[n 4]
- 2020 : Soupçons maternels[n 4]

#### Séries télévisées
- 2011-2017 : Switched
- 2015 : Mad Dogs (en)
- 2015-2016 : Les Experts : Cyber
- 2015-2018 : Quantico
- 2018 : Taken (saison 2[3])
- 2018-2020 : Vida
- 2020-2021 : Journal d'une future présidente
- 2020-2022 : Warrior Nun
- 2021-2023 : Physical
- depuis 2021 : Only Murders in the Building
- 2022 : Shining Girls (en)
- 2022-2023 : Our Flag Means Death
- depuis 2022 : Entretien avec un vampire
- 2024 : Kaos
- 2025 : A Thousand Blows

#### Séries d'animation
- 2022-2023 : Cool Attitude, encore plus cool (saisons 1 et 2)

### Adaptation
- 2017 : L'Admirateur secret de Noël

## Voix off

### Livres audio
- 2015 : Rêves oubliés de Léonor de Récondo, éditions Sixtrid  (EAN 3358950002948) (1 CD MP3 de 3 h 30) : la narratrice
- 2015 : L'Armoire allemande de Jean-Paul Malaval, éditions Sixtrid  (EAN 3358950002955) (1 CD MP3 de 8 h 35) : la narratrice
- 2016 : L'Autre Joseph de Kéthévane Davrichewy, éditions Sixtrid  (EAN 3358950003204) (1 CD MP3 de 5 h 57) : la narratrice